# Seychelle-i rúpia
A seychelle-i rúpia (angolul: Seychellois rupee) a Seychelle-szigetek hivatalos fizetőeszköze.

## Története
1914-ben vezették be, hogy kiváltsák vele az addig forgalomban lévő mauritiusi rúpiát, amelyet 1877 óta használtak.
2011. június 7-én bocsátották ki az új 50, 100, 500 rúpiás bankjegyeket.
2013-ban bocsátották ki a 10 és 100 rúpiás emlékbankjegyeket, amik az ország nemzeti bank alapításának 35. évfordulója alkalmából nyomtattak.
A függetlenség 40. évfordulója alkalmából 2016. december 5-én új érme- és bankjegysorozatot bocsátottak ki. A bankjegyeket a De La Rue nyomdájában állítják elő.